# Mirror Maru
Mirror Maru è il primo EP del DJ norvegese Cashmere Cat, pubblicato il 22 ottobre 2012.

## Tracce
1. Mirror Maru – 4:02
2. Secrets + Lies – 3:39
3. Kiss Kiss – 3:42
4. Paws – 4:22